# Sellafield
Sellafield, anteriormente conhecida como Windscale, é uma usina de reprocessamento de material nuclear, e anteriormente também de geração eléctrica, localizada próxima à costa do mar de Irlanda, em Cumbria, Inglaterra, junto à população e estação de ferrovia de Seascale.
Sellafield é operada pela British Nuclear Fuels Limited (BNFL), mas propriedade é, desde 1 de abril de 2005, da Nuclear Decommissioning Authority.